# Патрік Інгельстен
Патрік Інгельстен (швед. Patrik Ingelsten, нар. 25 січня 1982, Гіллерсторп) — шведський футболіст, що грав на позиції нападника. По завершенні ігрової кар'єри — тренер.
Виступав, зокрема, за клуби «Гальмстад» та «Вікінг», а також національну збірну Швеції.
Чемпіон Швеції. 

## Клубна кар'єра
Народився 25 січня 1982 року в Гіллерсторпі. Вихованець юнацьких команд футбольного клубу «ІФК Вернаму», звідки 2002 року перебрався до «Гальмстада». У дорослому футболі дебютував того ж року виступами за головну команду останнього клубу, в якій заголом провів п'ять сезонів, взявши участь у 95 матчах чемпіонату. Більшість часу, проведеного у складі «Гальмстада», був основним гравцем атакувальної ланки команди.
2007 року перейшов до «Кальмара», а вже наступного року допоміг його команді здобути титул чемпіонів Швеції, забивши по ходу сезону 19 голів в іграх першості і ставши таким чином її найкращим бомбардиром.
Наприкінці того ж 2008 року було оголошено, що нападник продовжить кар'єру у Нідерландах, де його командою стане «Геренвен». Утім у новій команді не зміг отримати постійного місця у складі команди і вже 2010 року перейшов до норвезького «Вікінга», погодившись на зменшення зарплатні. Відіграв за команду зі Ставангера чотири сезони.
Після завершення контракту з норвезцями повернувся 2014 року на батьківщину, де встиг ще пограти за «М'єльбю», «Фалькенбергс ФФ» та ГАІС, після чого 2016 року завершив кар'єру гравця в «Гальмії» на рівні четвертого шведського дивізіону.

## Виступи за збірну
2008 року викликався до лав національної збірної Швеції на гру проти Португалії, утім на полі так і не з'явився.

## Кар'єра тренера
Розпочав тренерську кар'єру відразу ж по завершенні кар'єри гравця, 2016 року, очоливши тренерський штаб клубу «Гальмія».
2017 року перейшов до клубної системи ГАІС, де увійшов до тренерського штабу головної команди, а протягом частини 2019 року був її головним тренером.

## Титули і досягнення

### Командні
- Чемпіон Швеції (1):

«Кальмар»: 2008

### Особисті
- Найкращий бомбардир чемпіонату Швеції (1):

2008 (19 голів)